# Ranunculus parnassifolius
Ranunculus parnassifolius är en ranunkelväxtart. Ranunculus parnassifolius ingår i släktet ranunkler, och familjen ranunkelväxter.

## Underarter
Arten delas in i följande underarter:
- R. p. cabrerensis
- R. p. favargeri
- R. p. heterocarpus
- R. p. muniellensis
- R. p. parnassiifolius

## Bildgalleri

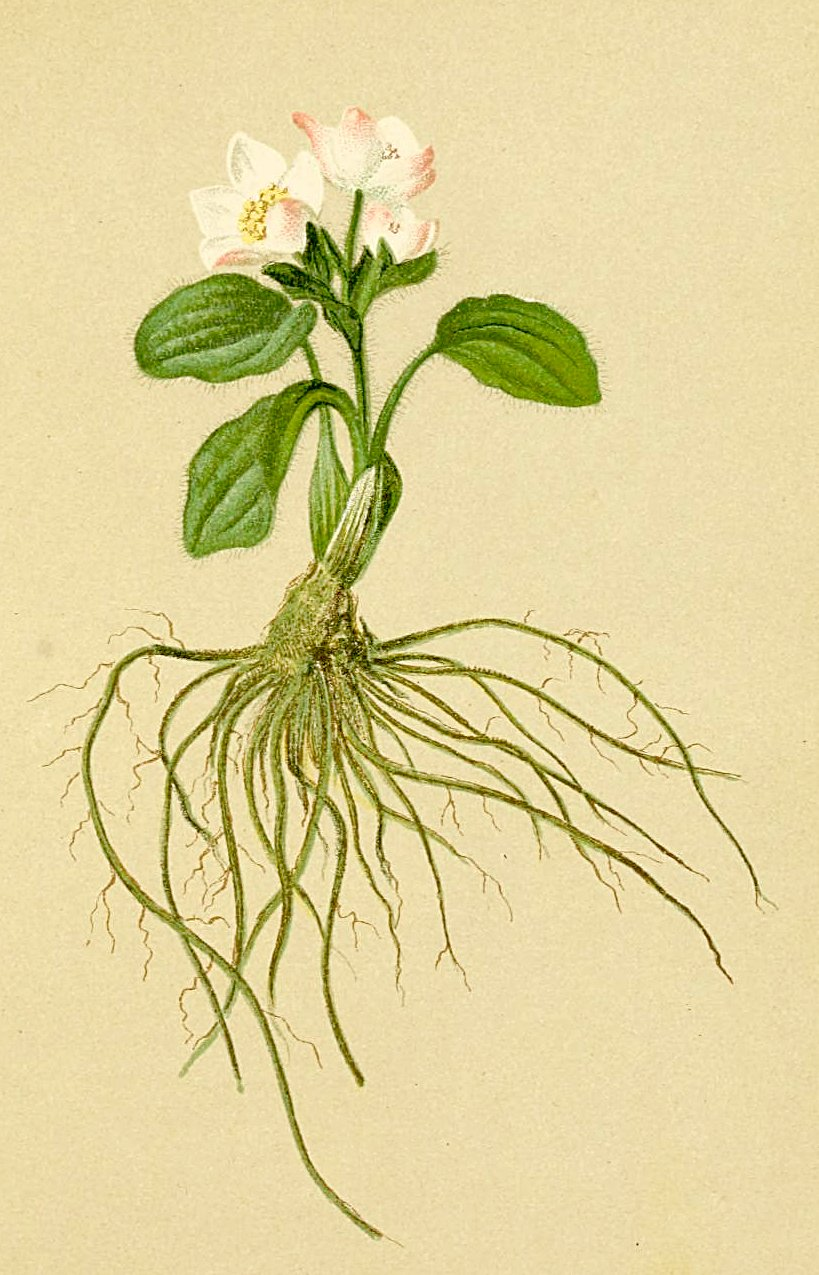
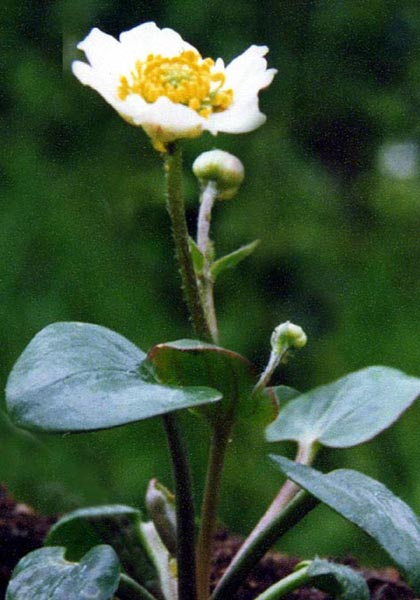
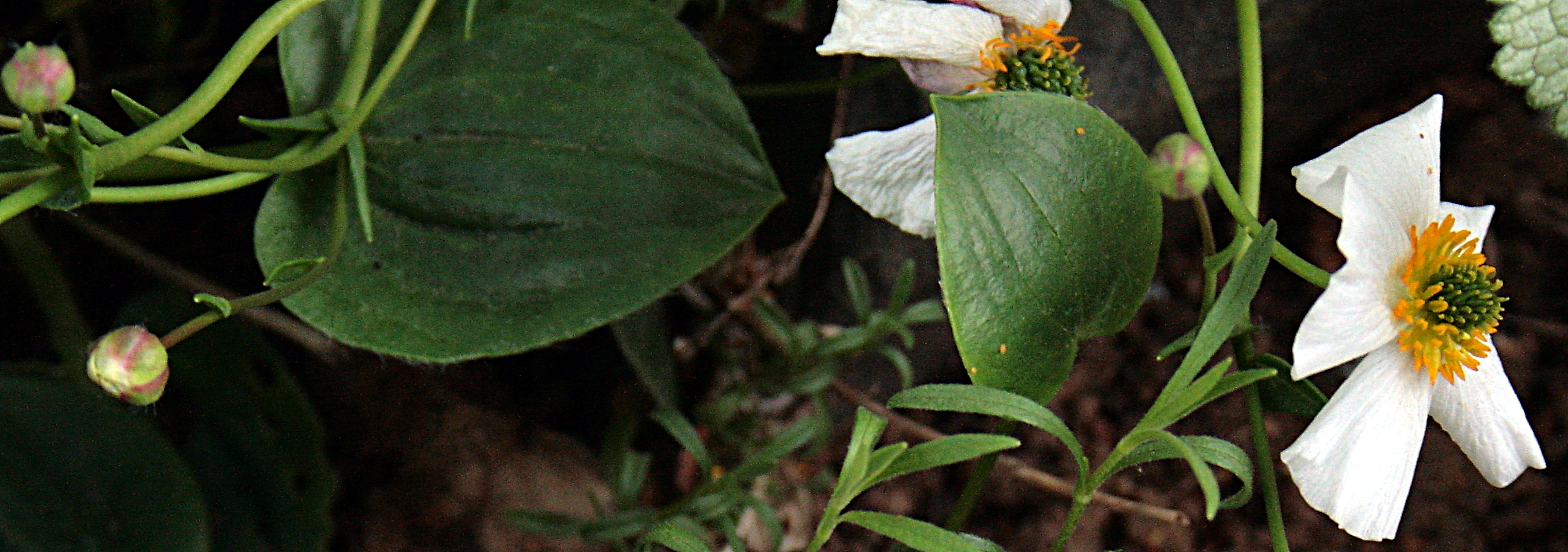
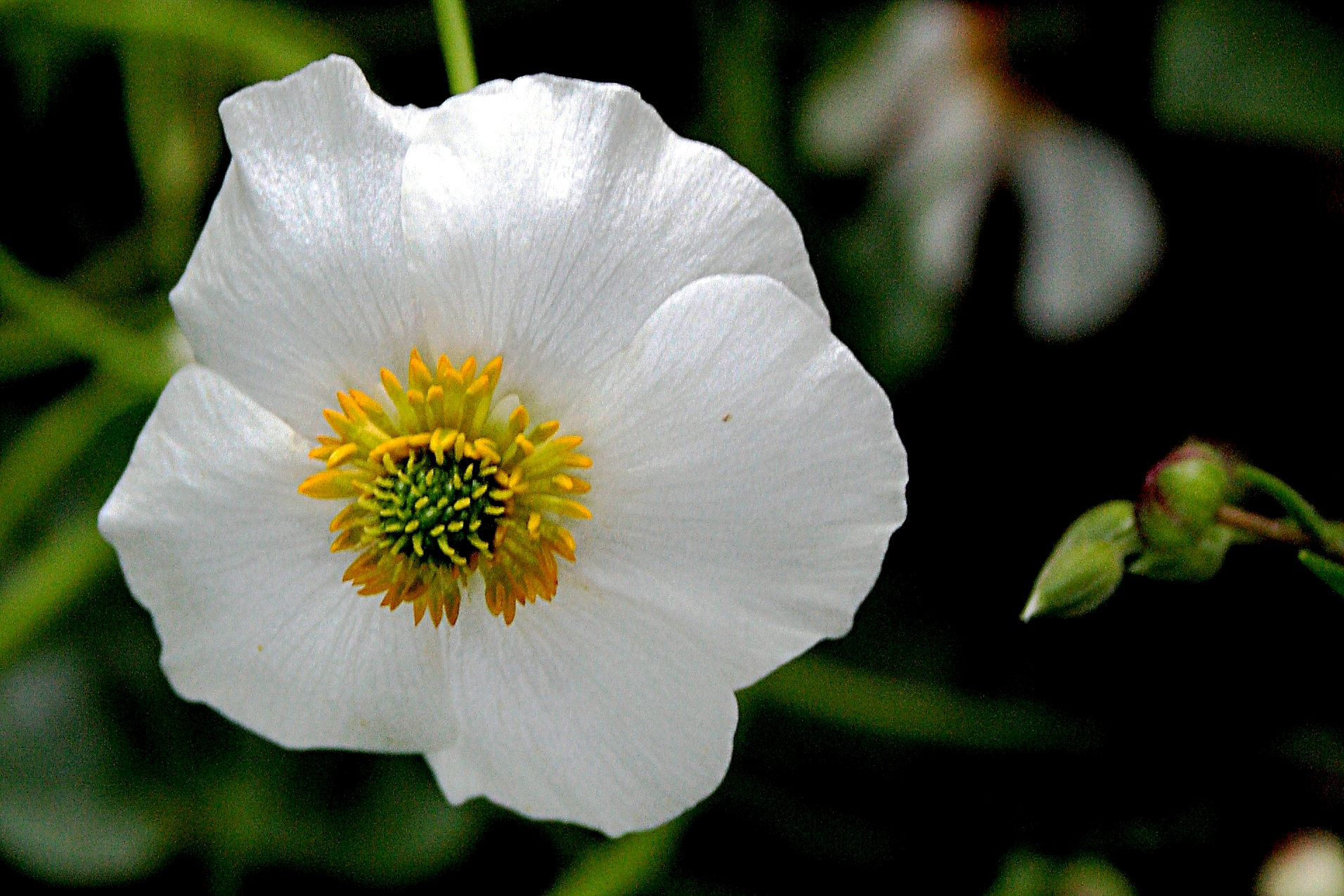